# Dárek pro Putina
Dárek pro Putina je občanská iniciativa, která vznikla na podporu ukrajinské armády poté, co byla Ukrajina v únoru 2022 napadena Ruskem.
Účelem k tomu zřízeného nadačního fondu je finanční a materiální pomoc Ukrajině prostřednictvím sbírek, koupě a zaslání potřebných předmětů na Ukrajinu na pomoc jejím občanům a orgánům veřejné správy či prodej reklamních produktů. Ve správní radě nadace jsou Dalibor Dědek a Jan Polák.
Peníze od dárců vybírá na symbolickém eshopu, kde mohou lidé „zakoupit“ např. zásobník nábojů do AK-47, termoprádlo či lékárničku, nebo přispět v kampaních na pořízení mobilní protivzdušné obrany Viktor, terénních sanitek nebo dronů. Nedostávají žádné zboží, veškeré vybrané peníze jdou na účet Ukrajinské ambasády v Praze. Pod záštitou českého ministerstva obrany se za ně podle požadavků ukrajinské armády nakupuje u českých výrobců a dodavatelů vojenský materiál. 
Lidé se složili například na tank T-72 nazvaný Tomáš za více než 30 milionů korun, 
tankovou munici, drony nebo na výcvik záchranářů a vojáků na Ukrajině.

## Historie
Iniciativu Dárek pro Putina vyhlásil v květnu 2022 podnikatel Dalibor Dědek, na její organizaci se podílel novinář Martin Ondráček.
K srpnu 2023 bylo vybráno přes 554 milionů korun.